# Їндржих Матяш Турн
Їндржих Матяш Турн (чеськ. Jindřich Matyáš Thurn, нім. Heinrich Matthias Graf von Thurn und Valsassina; нар. 24 лютого 1567 — пом. 26 січня 1640) — військовий діяч Богемського королівства, Данії та Швеції, очільник протестантів, учасник Тридцятилітньої війни.

## Життєпис

### Молоді роки
Походив з німецького шляхетського роду. Син Франца Напуса фон Турн-Валсассіни, князя Лінца, і Барбари Шлікової. Його батько був членом ґегаймрату Фердинанда II Габсбурга, ерцгерцога Передньої Австрії і Тироля.
Народився Їндржих Матяш 1567 року в замку Ліпніца-над-Сазавоу. Виховувався в лютеранському дусі. У 1575—1578 роках відвідував школу чеських братів в Іванчиці. Потім навчався в лютеранській гімназії в Вельке-Мезиржичі.
У 1586 року після смерті батька опинився під опікою стрийка Яна Амброжа Турна, що був католиком. Проте Їндржих зберіг вірність лютеранству. Стрийко відправив його до герцогства Крайна, де той вивчив німецьку, італійську та словенська мови, але все життя погано розмовляв чеською.

### Військова кар'єра
Після завершення навчання як член імперського посольства відвідав міста Османської імперії — Стамбул, Єрусалим, Каїр, Олександрію, Дамаск. 1591 року оженився на представниці заможного роду Лосдорф, отримавши маєтності в Австрії, Крайні та Горіції. 1592 року поступив до імперського війська. Брав участь у війні проти Османської імперії, що тривала до 1606 року. В розпал подій у 1600 році померла його дружина. 1606 року оженився вдруге.
У 1605 році придбав маєток Велішев у північно-східній Богемії, швидко зайняв провідні позиції в середовищі місцевої шляхти. У 1609 році долучився до протестантів, що боролися за релігійну свободу в королівстві. Зрештою імператор і король Рудольф II надав «Грамоту Величності», якою зрівнює протестантів і католиків.
У 1611 році він був поставлений на чолі військ, які рушили до єпископства Пассау задля вирішення конфлікту між католиками і протестантами. За нового короля Матіаса Габсбурга призначається Карлштейнським бургграфом. Водночас Їндржих Матіаш став одним з «дефенсорів» (членів комітету протестантів королівства) відповідно до «Грамоти величності».
У 1617 році активно й наполегливо виступав проти обрання богемським королем Фердинанда Габсбурга, герцога Штирійського, оскільки був ще живий король Матіас. Підтримав пропозицію Вільгельма з Лобковіц щодо затвердження Фердинандом Штирійським «Грамоти величності» до свого коронування. Активний спротив останньому і Контрреформації призвело до того, що Турн втратив посаду Карлштейнського бургграфа.

### Тридцятирічна війна
Брав активну участь в Празькій дефенестрації 1618 року. Обирається одним з членів директорії, на яку було покладено тимчасове керування Богемією. Потім підтримав позбавлення влади Фердинанда II Габсбурга і обрання новим королем Фрідріха V, курфюрста Пфальцу. Їндржиха Матяша було призначено генерал-лейтенантом Південної Богемії. Боровся проти австрійського військовика Карла Бонавентури фон Бюкуа. Декілька разів Турн намагався прорватися до Відня. 5 червня 1619 року підійшов до Відня. Облога тривала до 26 жовтня. Через відсутність важких облогових гармат не зміг захопити місто.
У 1620 році отримав посаду генерал-фельдмаршала союзних країн, брав участь в битві на Білій горі того ж року. Після поразки імператорським судом заочно засуджений до смерті, а його майно конфісковано. У 1621 році поступив на службу до Габора Бетлена, трансильванського князя. Брав участь у війні проти австрійців до укладення Нікольсбурзького договору 31 грудня 1621 року, однією з умов якого була видача Їндржиха Матяша Турна. У 1623 році ініціював нове вторгнення Бетлена Габора за підтримки Османської імперії, яке, однак, знову виявилося невдалим. У 1626 році діяв в сілезії, але без успіху.
У 1627 році вступив на службу до данського короля Кристіана IV, 22 серпня отримав патент данського фельдмаршала, однак не зміг нічого протиставити переважаючим силам імперських армій на чолі з Тіллі і Валленштейна і змушений був відступити спочатку до Нідерландів. Звідси перебрався до Швеції.
У 1630 році в чині генерал-лейтенанта брав участь у поході шведського короля Густава II Адольфа до Німеччини. Відзначився у битвах під Брейтенфельдом 1631 року, Нюрнбергом і Лютценом 1632 року, де загинув шведський король. У 1633 році разом з саксонським фельдмаршалом Гансом Георгом фон Арнім-Бойценбургом спрямований до Сілезії, де зазнав 1633 року поразки від Альбрехта Валленштайна в битві при Штайнау-ан-дер-Одер, внаслідок чого потрапив у полон. Втім отримав свободу на пам'ять, що колись Турн був командувачем Валленштайна. Натомість Турн передав Валленштейну усі сілезькі фортеці, що перебували у протестантів.
Намагався схилити Альбрехта Валленштейна перейти на бік протестантів і оголосити себе королем Богемії. Після загибелі того у 1634 році Їндржих Матяш Турн відійшов від політичної діяльності.

### Останні роки
Перебрався у маєток під Пярну, який отримав від шведського короля. Був очільником замку Пярну. Помер тут 1640 року. Поховано в Домському соборі Ревеля.

## Родина
Дружина — Магдалена Галл фон Лосдорф.
Діти:
- Франц Бернгард (1595—1628)

2. Дружина — Сюзана Єлизавета фон Тіфенбах.
Дітей не було.